# Bauernhofmuseum Eckenhagen
Das Bauernhofmuseum Eckenhagen ist ein Museum im Ortsteil Eckenhagen, Gemeinde Reichshof im Oberbergischen Kreis, Nordrhein-Westfalen.
Zweck des Museums, das auch D'r Isenhardts Hoff genannt wird, ist es, Dinge des täglichen Lebens aus dem 19. und 20. Jahrhundert in ihrer „natürlichen Umgebung“ zu zeigen. Es ist in einem restaurierten Bauernhaus mit Nebengebäuden der Familie Isenhardt untergebracht. Betreut wird es vom Heimatverein Eckenhagen.
Die Zimmer sind stilecht eingerichtet. In einer benachbarten Remise stehen landwirtschaftliche Nutzfahrzeuge und eine Kutsche, die aus dem Museum Achse, Rad und Wagen in Wiehl ausgelagert wurde.
Führungen in dem Museum an der Reichshofstraße in Eckenhagen sind nach Vereinbarung möglich. Sonntags ist das Museum für Besucher von 11 bis 17 Uhr geöffnet.